# Rhynchostegiella bourgaeana
Rhynchostegiella bourgaeana là một loài rêu trong họ Brachytheciaceae. Loài này được Mitt. Broth. mô tả khoa học đầu tiên năm 1909.